# Bulu
Bulu foi um maí do Império de Canem da dinastia dugua ou Bani Ducu e governou de ca. 1007 a 1023. Foi antecedido por Biuma e sucedido por seu filho Arcu. De acordo com a maram (outorga de privilégio) do missionário islâmico Maomé ibne Mani, por cinco anos Bulu acolheu o missionário em sua corte.
O explorador Moïse Landeroin, ao visitar Mao, a atua capital da região chadiana de Canem, foi informado pelos locais que os bulalas, uma importante facção no Império de Canem nas últimas décadas de sua existência, existia antes da chegada da dinastia sefaua, sucessora dos duguas. Essa informação é tida como evidência da real possibilidade de poder se associar, não somente etimologicamente, o maí Bulu como os bulalas.